# Etu Ndow
Baboucarr Etu Ndow (* 1966 in Bakau; † 23. März 2014 in Tujereng) war einer der bekanntesten zeitgenössischen bildenden Künstler aus Gambia.

## Leben und Wirken
Ndow war ab 1984 Kunstlehrer an einer weiterführenden Schule in Gunjur beschäftigt. In der gleichen Funktion war er ab 1990 an einer Schule in Banjul tätig.
1990 eröffnete er in Bakau die Galerie African Art Collection Center, die er bis 1994 betrieb. Bis 1996 unterhielt er ein Siebdruck-Studio. 1996 begab er sich nach Europa und studierte bis 2000 Kunst an der Kunsthochschule Hogeschool voor de Kunsten Constantijn Huygens in Kampen (Niederlande). Gleichzeitig beteiligte er sich an zahlreichen Ausstellungen in Europa.
2001 kehrte er nach Gambia zurück und unterrichtete an der internationalen französischen Schule in Banjul Kunst. Im gambischen Fernsehen (GRTS) moderierte er eine Malshow für Kinder. In Tujereng gründete er 2002 die Tunbung Art Village and Gallery. Ab 2003 war er als Dozent in traditioneller Kunst  an der Universität von Gambia tätig.
Zusammen mit Njogu Touray wurde Ndow beauftragt, zum Gipfel der Afrikanischen Union im Jahr 2006 für jede der 52 Unterkünfte der Gäste Gemälde zu erstellen.
Etu starb 48-jährig in Tujereng.

## Werk
Seine Arbeiten sind mit lebendigen Farben gestaltet. Sein Stil ist ähnlich dem Njogu Tourays.

## Ausstellungen
Eine Auswahl von internationalen Ausstellungen:
- 1984 – National Art Gallery (Senegal)
- 1984 – Ziguinchor (Senegal)
- 1996 – Haraiger (England)
- 1998 – Utrecht (Niederlande)
- 1998 – Institute For Social Studies, The Hague (Niederlande)
- 1998 – African Study centre, Leiden (Niederlande)
- 1998 – Fellinsbro (Schweden)
- 1999 – Spritinstone Art Gallery, Wijk bij Duurstede (Niederlande)
- 1999 – Le maision African (Amsterdam)
- 2000 – Surahammer (Sweden)
- 2000 – Libanon
- 2000 – National gallery (Senegal)
- 2003 – Arbojer (Schweden)
- 2006 – Alliance Franco Guinea (Guinea-Bissau)
- 2006 – Crownd Plaza Hotel Maastricht (Niederlande)
- 2006 – Vaxjo Konsthall (Schweden)
- 2007 – alliance Franco (Guinea)
- 2008 – chunchung (China)
- 2008 – Utrecht (Niederlande)